# 李騰蛟
李腾蛟（1609年—1668年），字力负，号咸斋，江西宁都人。明末清初诗人。
明诸生出身。明亡，随魏禧等居翠微峰。在易堂九子中年龄最大。晚居三巘峰。有《周易剩言》、《半庐文集》。有子李憲、曾孫李士晉。

## 人物简介
李腾蛟，字力负，号咸斋，田埠乡东龙村人。与临川陈际泰、罗万藻，宁化李世熊，同邑邱维屏为课文会。后弃诸生，交翠微峰易堂魏禧兄弟。腾蛟最长，诸子兄事之，严惮无敢斁。腾蛟益折节自下，与人交未尝隙末，人有秕行，务掩覆优容之。后别居三巘峰，以经学授生徒，弟子来字者皆裒衣萚冠，朝夕歌诗，揖让折旋，入其室雍雍有儒者风。著有《诗文集》、《周易剩言》藏于家。子萱，字元慈，聪颖特出，工诗古文，惜年未三十而殒。魏禧扬言于众日：“先生当乙丙间除诸生籍，20余年非法之物勿服也，非法之人勿见，可不谓贞乎？性诚厚爱人，与人熙熙然若惟恐伤之，虽子弟门人犯之勿较，可不课惠乎？”于是众人皆应声日：“然。”所以依其生前事迹，私谥他“贞惠先生。”